# Вільям Штраус
Ві́льям Штра́ус (5 грудня 1947 — 18 грудня 2007) — американський письменник, драматург, театральний режисер і лектор. Як письменник він відомий своєю роботою з Нілом Хоу над соціальними поколіннями та теорією поколінь Штрауса-Хоу. Він також відомий як співзасновник і керівник сатиричного музичного театрального гурту Capitol Steps, а також як співзасновник Cappies, програми критики та нагородження для учнів театральних шкіл старших класів.

## Раннє життя та освіта
Штраус народився в Чикаго та виріс у Берлінгеймі, Каліфорнія.
Він закінчив Гарвардський університет у 1969 році. У 1973 році здобув ступінь доктора юридичних наук у Гарвардській школі права та ступінь магістра державної політики у Гарвардській школі Кеннеді.

## Кар'єра
Після отримання дипломів Штраус працював у Вашингтоні, округ Колумбія, політичним помічником Ради президентських помилувань, керуючи дослідницькою групою, яка писала звіт про вплив війни у В'єтнамі на покоління, призване на службу.
У 1978 році Штраус і Лоуренс Баскір стали співавторами двох книжок про війну у В'єтнамі: «Випадок і обставини» та «Примирення після В'єтнаму». Пізніше Штраус працював у Міністерстві енергетики США та співробітником комітету сенатора США Чарльза Персі, а в 1980 році став головним юрисконсультом і директором апарату Підкомітету з питань енергетики, розповсюдження ядерної зброї та урядових процесів.

## Інтернет-ресурси
- http://www.williamstrauss.com/
- http://www.free-the-music.com/